# Scoble Glacier
Scoble Glacier är en glaciär i Antarktis. Den ligger i Östantarktis. Australien gör anspråk på området. Scoble Glacier ligger 33 meter över havet.
Terrängen runt Scoble Glacier är platt åt nordost, men åt sydväst är den kuperad. Havet är nära Scoble Glacier åt nordost. Trakten är obefolkad. Det finns inga samhällen i närheten.